# Arbeitsgelegenheit
Mit einer Arbeitsgelegenheit (auch AGH) wird ein arbeitsmarktpolitisches Instrument beispielsweise in Deutschland bezeichnet, das Arbeitslose bei der Eingliederung in den Arbeitsmarkt unterstützen soll. Arbeitsgelegenheiten sollen zusätzliche Beschäftigungen sein und abseits vom bereits vorhandenen Arbeitsmarkt und mit Hilfe von öffentlichem Geld angeboten werden. Die in der Arbeitsgelegenheit verrichteten Arbeiten sollen im öffentlichen Interesse liegen.

## Varianten
Arbeitsgelegenheiten werden in Deutschland in verschiedener Form angeboten:
- Arbeitsgelegenheit mit Mehraufwandsentschädigung (sogenannter 1-Euro-Job) für Bezieher von Arbeitslosengeld II nach § 16d SGB II
- Arbeitsgelegenheit in der Entgeltvariante nach § 16e SGB II (AGE) für Langzeitarbeitslose, bei denen andere Eingliederungsbemühungen (z. B. Qualifizierung, Vermittlungsvorschläge) gescheitert sind[2]
  - Kommunal-Kombilohn nach Bundesprogramm[3]
  - Beschäftigungszuschlag – BEZ
- Arbeitsbeschaffungsmaßnahme (ABM) der Agentur für Arbeit nach SGB III, auch in Verbindung mit § 16 Abs. 1 SGB II für Bezieher von Arbeitslosengeld II bis zum 31. Dezember 2008.

In der Schweiz werden Arbeitsgelegenheiten durch die Programme zur vorübergehenden Beschäftigung angeboten.
In Österreich sind die Gemeinnützigen Beschäftigungsprojekte als Arbeitsgelegenheiten zu bewerten.

## Ziel

### Zielgruppe
Arbeitsgelegenheiten werden ausschließlich für die Empfänger von Arbeitslosengeld II (Hartz IV) eingesetzt.
Mit Arbeitsgelegenheiten erzieltes Einkommen soll entweder den Sozialleistungsbezug ersetzen, wie dies bei Arbeitsbeschaffungsmaßnahmen, der Entgeltvariante oder „Einkommen statt Stütze“ gilt. Zum anderen soll der Mehraufwand durch die Arbeitsgelegenheit entschädigt werden, hierzu gehören die Arbeitsgelegenheiten mit Mehraufwandsentschädigung, die sogenannten Ein-Euro-Jobs.

### Angestrebter Zweck
Das angestrebte Ziel jeder Arbeitsgelegenheit ist die Eingliederung auf dem regulären Arbeitsmarkt über den Umweg einer zunächst zusätzlich geschaffenen Beschäftigung. Zusätzlich soll das Wiedererlernen von Schlüsselqualifikationen oder Wiedergewöhnung an die Arbeitswelt und den Arbeitsalltag erreicht werden. Sie werden bei Personen eingesetzt, bei denen der direkte Weg der Integration nach Auffassung des Vermittlers wenig aussichtsreich oder bereits gescheitert ist.
Zielgruppe sind die Langzeitarbeitslosen. Bei einigen Varianten ist das vorherige Scheitern oder die mangelnde Erfolgsaussicht einer direkten Arbeitsvermittlung gesetzlich vorgeschrieben, damit eine Arbeitsgelegenheit zugewiesen werden darf.

## Ausgestaltung

### Rechtlich
Arbeitsgelegenheiten begründen nicht in jedem Fall ein Arbeitsverhältnis. Bei Arbeitsgelegenheiten mit Mehraufwandsentschädigung in Deutschland sind deshalb nicht alle gesetzlichen Bestimmungen aus dem Arbeitsrecht auf diese Form anwendbar.
Anders verhält es sich beispielsweise bei den seit 1. Januar 2008 eingeführten Arbeitsgelegenheiten in der Entgeltvariante. Diese Arbeitsverhältnisse sind sozialversicherungspflichtig, in der Entgelthöhe an die Tariflöhne angepasst und werden von einem Arbeitgeber mit einem regelgerechten Arbeitsvertrag abgeschlossen. Der ALG II-Bezug soll damit abgelöst werden. Arbeitsgelegenheiten in der Entgeltvariante begründen ein Arbeitsverhältnis ohne Versicherungspflicht zur Arbeitslosenversicherung. Aus dieser Beschäftigungsform entsteht also auch kein Anspruch auf Arbeitslosengeld I.

### Zeitlich
Arbeitsgelegenheiten sind in der Gesamtdauer stets befristet und umfassen meist einen Zeitraum von mehreren Monaten. Ein zeitlich geringerer Umfang wird meist als nicht ausreichend zur Erreichung des Ziels angesehen. Ein höherer widerspricht dem Charakter der Arbeitsgelegenheit als Übergangslösung zur Eingliederung im normalen Arbeitsmarkt. Vom zeitlichen Umfang gibt es – je nach Typ – sowohl Arbeitsgelegenheiten in Voll- als auch in Teilzeit. Eine Zwischenstufe hierbei stellt der auf drei Jahre konzipierte Kommunal-Kombilohn dar, der für Arbeitslose gedacht ist die einer besonderen Förderung bedürfen. In der Anlage ist es ein Wechsel der Förderung, in dem der Zuschuss nicht befristet an den Arbeitslosen geht, sondern die Zielsetzung eine Förderung von gemeinnützigen Arbeitgebern ist. Bei privaten Arbeitgebern wird eine notwendige Eigenbeteiligung gefordert, um Marktverzerrungen zu umgehen.

### Wirkung
Teilnehmer an einer Arbeitsgelegenheit werden für die Dauer der Förderung nicht in der Arbeitslosenstatistik mitgezählt.

## Kritik und Diskussion
Insbesondere der Einsatz von Arbeitsgelegenheiten ohne reguläre Entlohnung ist sozialpolitisch umstritten, die Kritikpunkte ergeben sich aus der Bezeichnung 1-€-Jobs.